# Religieus rechts
Religieus rechts, ook bekend als christelijk rechts, is een groep rechts georiënteerde christenen, individuen en groepen, voornamelijk actief in de Verenigde Staten en Canada. Zij kenmerken zich door hun conservatisme en hun activisme op zowel politiek als sociaal gebied. De beweging bevat leden uit verscheidene christelijke stromingen.
Ongeveer vijftien procent van de Amerikaanse bevolking identificeert zich met religieus rechts en haar standpunten. Daarmee hebben zij getalsmatig een belangrijke invloed, met name binnen de Republikeinse Partij.

## Invloed
Er zijn verschillende ontwikkelingen waarom de laatste decennia de omvang en invloed van christelijk rechts fors toenam.

### De positie van de kerk als - en in - de gemeenschap
Door de centrale plaats en sociale rol die de kerk inneemt in veel Amerikaanse gemeenschappen - zij komt tegemoet aan het gevoel ergens bij te willen horen - bestaan veel Amerikaanse kerken uit christenen die erg betrokken zijn en daardoor ook politiek makkelijk te mobiliseren.

### Vervreemding van de Democratische Partij
Tot de jaren 1960 kon de Democratische Partij rekenen op veel steun in het Amerikaanse Zuiden. De steun die veel Democraten gaven aan de strijd van de Afro-Amerikaanse bevolking – bezegeld met de Civil Rights Act in 1964 – zorgde ervoor dat ze veel van de christelijke aanhang in het zuiden van zich deed vervreemden. Vooral de presidentscampagne van Barry Goldwater trok veel van de zuidelijke elite naar de Republikeinse Partij.

### Het vermogen om te organiseren
Verschillende uitspraken van het Amerikaanse Hooggerechtshof en de strijd tegen of juist voor abortus, pornografie, het schoolgebed, de teksten in schoolboeken (evolutie versus schepping) en seksueel onderwijs op scholen, zorgde ervoor dat christenen zich politiek zijn gaan mobiliseren. Door de oprichting van verschillende denktanks zoals de American Enterprise Institute en verschillende media, zoals de Wall Street Journal en nieuwsnetwerk FOX, heeft zij haar invloed vergroot.

### De electorale factor
Religieus rechts vormt getalsmatig een belangrijke factor bij verkiezingen. Ook is zij door de hechte organisatievormen snel en makkelijk te mobiliseren om campagne te voeren voor kandidaten die zij steunen. Vanwege hun idealen zijn zij sterk gemotiveerd en hoeven geen betaling te ontvangen voor hun diensten.

### Politieke leiders en instituten
Van religieus rechts maken een aantal organisaties deel uit die een grote invloed hebben binnen de Amerikaanse maatschappij. Deze dragen conservatieve standpunten uit, gecombineerd met een evangelicale en/of fundamentalistische leer. De bekendste leiders en hun organisaties zijn: James Dobsons' Focus on the Family, Jerry Falwells' Moral Majority, Robert Grants' Christian Voice en Pat Robertsons' Christian Broadcasting Network.

## Tijdlijn
Een tijdlijn van de belangrijkste gebeurtenissen die betrekking hebben op christelijk rechts:
- 1963-1964 – De presidentscampagne van Barry Goldwater krijgt veel aandacht en steun van conservatieve leiders. Prominente Democraten als Jesse Helms en Strom Thurmond liepen over naar de Republikeinse Partij.
- 1964 – Veel zuidelijke Democraten verlaten in 1964 de partij vanwege de steun die zij geeft aan de Civil Rights Act.
- 1974 – Het Amerikaanse Hooggerechtshof oordeelt in de zaak Bob Jones University v. Verenigde Staten dat instituten, waaronder kerken, die vrijgesteld zijn van het betalen van belastingen, deze vrijstelling kunnen verliezen wanneer zij ingaan tegen het algemene beleid van de overheid. In deze zaak ging het over de opheffing van een verbod op studenten die een partner van een ander ras hebben.
- 1979 – Jerry Falwell richt de Moral Majority op. Door veel historici wordt dit gezien als het begin van religieus rechts.
- 1980 – Onder leiding van John Giminiez, Pat Robertson, Bill Bright en Jerry Falwell houden tal van evangelicale christenen een mars door Washington onder de naam Washington for Jesus. Daarmee steunen zij de presidentskandidatuur van Ronald Reagan. Het evenement geeft de leiders van christelijk rechts een breed platform om veel van hun standpunten uit te dragen.
- 1981 – Ronald Reagan wordt gekozen als president en voor het eerst sinds 1952 hebben de Republikeinen een meerderheid in de Senaat.
- 1987 – Pat Robertson richt de Christian Coalition op. Deze organisatie groeit uit tot de belangrijkste spreekbuis van christelijk rechts.
- 1992 – De Christian Coalition komt bij de verkiezingen van 1992 met een stemgids waarbij zij stemadviezen geeft voor kandidaten voor een groot aantal functies. Deze verspreidt zij in veel conservatieve christelijke kerken.
- 2000 – President George W. Bush wordt gekozen, mede dankzij de grote steun van veel conservatieve, christelijke kiezers.

## Standpunten
Binnen christelijk rechts wordt er – uitzondering daargelaten – vrij consistent over veel politieke onderwerpen gedacht. Deze staan hieronder – in hoofdlijnen – vermeld. Op punten wijken sommige evangelische leiders hiervan af.

### Economie
- Religieus rechts is wel tegenstander van veel linksgeoriënteerde ideologieën zoals het socialisme en de welvaartsstaat. Sommigen zien het communisme als een bedreiging voor de joods-christelijke traditie. Zij steunen in het algemeen belastingverlagingen en zijn tegen (fors) ingrijpen van de overheid in de markt.

### Onderwijs
- Steun voor het schoolgebed
- Steun voor thuisonderwijs of onderwijs op privéscholen. In 2003 kreeg 2,3 procent van de Amerikaanse kinderen thuis les. Veel christelijke ouders gaan hiertoe over om hun kinderen te beschermen tegen de (seculiere) invloeden op de school.
- Steun voor het geven van schoolvouchers. Dit zou een alternatief zijn voor (christelijke) ouders die een privéschool niet kunnen betalen. De voucher zou door de overheid bekostigd worden en kunnen worden besteed op een (religieus) onderwijsinstituut naar keuze. Op dit moment worden in de Verenigde Staten alleen openbare scholen door de overheid bekostigd.
- Steun aan het geven van les in het creationisme en intelligent design naast de evolutietheorie.
- Met betrekking tot seksuele voorlichting op scholen zijn er diverse gezichtspunten binnen de beweging. Deze variëren van het niet geven van voorlichting tot het oproepen tot onthouding tot het huwelijk. Voorbehoedsmethoden worden meestal alleen genoemd als middelen die niet zouden werken.

### Midden-Oosten
- Veel Amerikaanse christenen zijn aanhangers van een of andere vorm van zogenaamde Israëltheologie en zien het ontstaan van de staat Israël als een bovennatuurlijk teken van de Tweede Komst van Christus. In het Israëlisch-Arabisch conflict steunen veel van deze christenen Israël. Ook staan zij daarom positief ten opzichte van de nederzettingenpolitiek van de Israëlische overheid in met name wat zij meestal aanduiden als Judea en Samaria.

### Rol van de overheid in de maatschappij
- Zien voor de overheid een belangrijke rol weggelegd als opvoeder in deugdelijkheid.
- Zijn tegen het geven van fondsen aan wetenschappen die het recht op leven zouden schenden, zoals bijvoorbeeld het onderzoek naar stamcellen.
- Staan wantrouwend ten opzichte van het rechterlijke systeem. Belangrijkste reden hiervoor zijn een aantal beslissingen door het Amerikaanse Hooggerechtshof, bijvoorbeeld in de zaak Roe v. Wade die nadelig uitvielen voor religieus rechts.

### Scheiding kerk en staat
- Veel mensen binnen christelijk rechts geloven niet dat de Scheiding tussen kerk en staat expliciet is benoemd in de Amerikaanse grondwet, maar eerder een uitvinding is van liberale rechters. Dit betekent dat er op het publieke terrein geen religieuze standpunten, zoals de Tien geboden, mogen worden tentoongesteld.
- Steun voor de aanwezigheid van religie in het publieke domein. Vaak onderbouwt met de opmerking dat de Verenigde Staten gesticht werden 'door christenen als een christelijke natie'.
- Christelijk rechts is voor het steunen van religieuze sociale instellingen, zogenaamde faith-based initiatieven. Ook proberen zij het aantal restricties dat verbonden is aan zulke steun tot een minimum beperkt te houden. Deze restricties, zoals bijvoorbeeld het moeten accepteren van homoseksuelen als vrijwilligers, zijn voor sommige groepen reden om financiële steun van de overheid niet te accepteren.

### Menselijk leven
- Christelijk rechts gelooft dat het leven begint bij de bevruchting, en daarom is abortus moord.
- Over het algemeen tegen euthanasie, hoewel hier bij sommigen genuanceerder over wordt gedacht.
- Tegen elke vorm van biotechnologie, zoals het klonen van mensen en stamcelonderzoek, waarbij menselijke embryo's worden gebruikt.

### Racisme
- Sinds 1964 heeft er een verschuiving plaatsgevonden binnen religieus rechts ten opzichte van de andere rassen, met name de Afro-Amerikaanse bevolking. Sommige evangelicalen, zoals Jerry Falwell, zijn met zoveel woorden teruggekomen op hun eerdere steun van segregatie. Openlijke discriminatie komt in de hoofdstroom van de beweging nauwelijks (openlijk) meer voor of - indien het wel voorkomt - wordt sterk veroordeeld. Wel wijzen onderzoeken uit dat er onder leden van de beweging nog steeds sprake is van veel vooroordelen en een latente angst ten opzichte van de Afro-Amerikaanse bevolking.[bron?]

### Andere standpunten
Andere standpunten zijn:
- Tegen het homohuwelijk en homoseksualiteit in het algemeen.
- Tegen (de verspreiding van) pornografie
- Tegen seks voor het huwelijk
- Tegen geboortebeperking, hoewel er ook groepen zijn die wel steun geven aan bepaalde vormen hiervan.
- In het algemeen steunt christelijk rechts de doodstraf.

## Kritiek
Vanuit verschillende kanten is er (soms felle) kritiek uitgeoefend op christelijk rechts.
- Veel (progressieve) christenen verwijten christelijk rechts dat zij te eenzijdig de nadruk op slechts een kant van het evangelie leggen. De belangrijkste punten lijken abortus, blasfemie en het homohuwelijk, maar Jezus heeft meer gezegd over het opkomen voor armen, en zorgen voor weduwen en wezen. Deze benadering staat beter bekend onder de naam het Sociale Evangelie. Een deel van christelijk rechts lijkt zich door deze kritiek aangesproken te voelen. De beweging probeert zich dan ook op meer thema's te profileren.
- Verschillende critici, zoals Sara Diamond en Frederick Clarkson, hebben beweerd dat achter de activiteiten van christelijk rechts een politieke agenda schuilgaat die uitgaat van de zogeheten Heerschappijtheologie. Dit is een term die door sommige sociale wetenschappers en journalisten wordt gebruikt om een theologisch geïnspireerde politieke ideologie te beschrijven. De ideologie gaat uit van de stelling dat de gehele wereld geregeerd moet worden volgens de Bijbel en dat christenen daarom actief deel moeten nemen aan de politiek. Christelijk rechts ontkent deze beschuldigingen.
- De Britse auteur Stephen Sizer belicht kritisch de historische, politieke en theologische context van het christenzionisme in zijn boek Christian Zionism, Road-map to Armageddon. Hij beschrijft de 19e-eeuwse wortels van het christenzionisme, de politieke doorbraak ervan na de Zesdaagse Oorlog binnen de Amerikaanse politiek, alsmede de politieke implicaties en invloed van deze evangelicale stroming in Amerika en voor de Amerikaans-Israëlische betrekkingen. Hij ziet deze invloed als een van de belangrijkste obstakels voor effectieve Amerikaanse druk op Israël om te komen tot vrede in het Midden-Oosten.